# Tricomicina
La Tricomicina (también conocida por Hachimycina) es un antibiótico del grupo de los antifúngicos obtenido del Streptomyces hachijoensis. Químicamente es de naturaleza poliénica (heptaeno) y carácter anfótero, al igual que la anfotericina B. La fórmula molecular sería : C61H84N2O20. Se mide en unidades internacionales (UI), correspondiendo 1000 UI por miligramo. 
Es prácticamente insoluble en agua, alcohol o acetona, siendo soluble en soluciones de hidróxido sódico. Estable a temperatura ambiente, se inactiva fácilmente por la luz.

## Farmacocinética
Se absorbe muy poco y de forma irregular en el intestino, por lo que deben usarse muy altas dosis (superiores a 150.000 UI diarias) para encontrarlo en la sangre. Esto hace que se utilice por vía oral sólo para eliminar reservorios de hongos (fundamentalmente cándidos) del tubo digestivo.

## Mecanismo de acción
Al igual que el resto de polienos, actúan a nivel de la membrana celular fijándose al ergosterol, lo que origina poros en la membrana alterando su permeabilidad y provocando la salida de iones sodio, potasio e hidrogeniones, explicando por este mecanismo el efecto fungicida. Debido a ello podemos encontrar resistencia cruzada con los otros antifúngicos del grupo (Nistatina y anfotericina B, fundamentalmente).

## Indicaciones
Su cobertura antifúngica incluye hongos de los géneros Candida y Trichophyton, aunque también es activo frente a protozoos, Trichomonas, y algunas bacterias como las espiroquetas.
En clínica se utiliza por vía oral para erradicar candidiasis digestivas, mientras que de forma tópica se utilizan óvulos de tricomicina para el tratamiento de vaginitis originadas por cándidas o tricomonas.

## Interacciones
En general las mismas de otros antifúngicos poliénicos. En la forma oral, debe evitarse tomar conjuntamente otros medicamentos que formen una película sobre la mucosa intestinal o que originen un aumento en las contracciones intestinales, ya que ello llevará a que la tricomicina esté menos tiempo en contacto con la mucosa y por tanto su efecto será menor.

## Efectos secundarios
Las reacciones adversas a la tricomicina son poco frecuentes. En todo caso, trastornos gastrointestinales tipo náuseas o vómitos en la dosificación oral y eccema de contacto en las presentaciones dermatológicas (pomadas).